# Sofia Widén
Ellen Maria Sofia Widén, född 10 november 1900 i Nyköping i Södermanland, död 20 januari 1961 i Hytting i Stora Tuna landskommun i Dalarna, var en svensk textilkonstnär och konstnärlig ledare för Textilateljén Licium 1930–1951.
År 1930 blev hon föreståndarinna för Textilateljén Licium. Hon komponerade textilier för kyrkligt bruk. Sofia Widén var en av sin tids största textilkonstnärer i Sverige.
Sofia Widén var dotter till Johan Widén, som var landshövding i Jämtlands län 1906–1923, och hans hustru Ellen Murray, som grundade friluftsmuseet Jamtli och hemslöjdsföreningen Föreningen Jämtslöjd.

## Utbildning
Sofia Widén studerade vid Tekniska skolan i Stockholm i början av 1920-talet. Därefter började hon arbeta hos Textilateljé Licium 1923 och gjorde upprepade studieresor som av henne en vidgad kunskap om konst och människor. När hon tillträde sin tjänst leddes Ateljé Licium av textilkonstnären Agnes Branting, som 1904 hade grundat textilateljén. Ateljéns huvudsakliga uppgift var att tillverka kyrkliga textilier. Fram till Brantings död 1930 levererades över 1600 kyrkliga textilier från ateljé Licium. Bruket av de fem liturgiska färgerna – rött, vitt, svart, grönt och violett eller blått – är till stor del Agnes Brantings förtjänst. De kyrkliga textilier som hon själv formgav utvecklades med åren till en allt större enkelhet med broderad bibeltext eller enkla ornament. Under Brantings ledning  fick hon praktisk erfarenhet av textilkomposition och företagets skötsel samt organisation som kom henne till nytta senare.

## Konstnärlig ledare för Licium 1930–1951

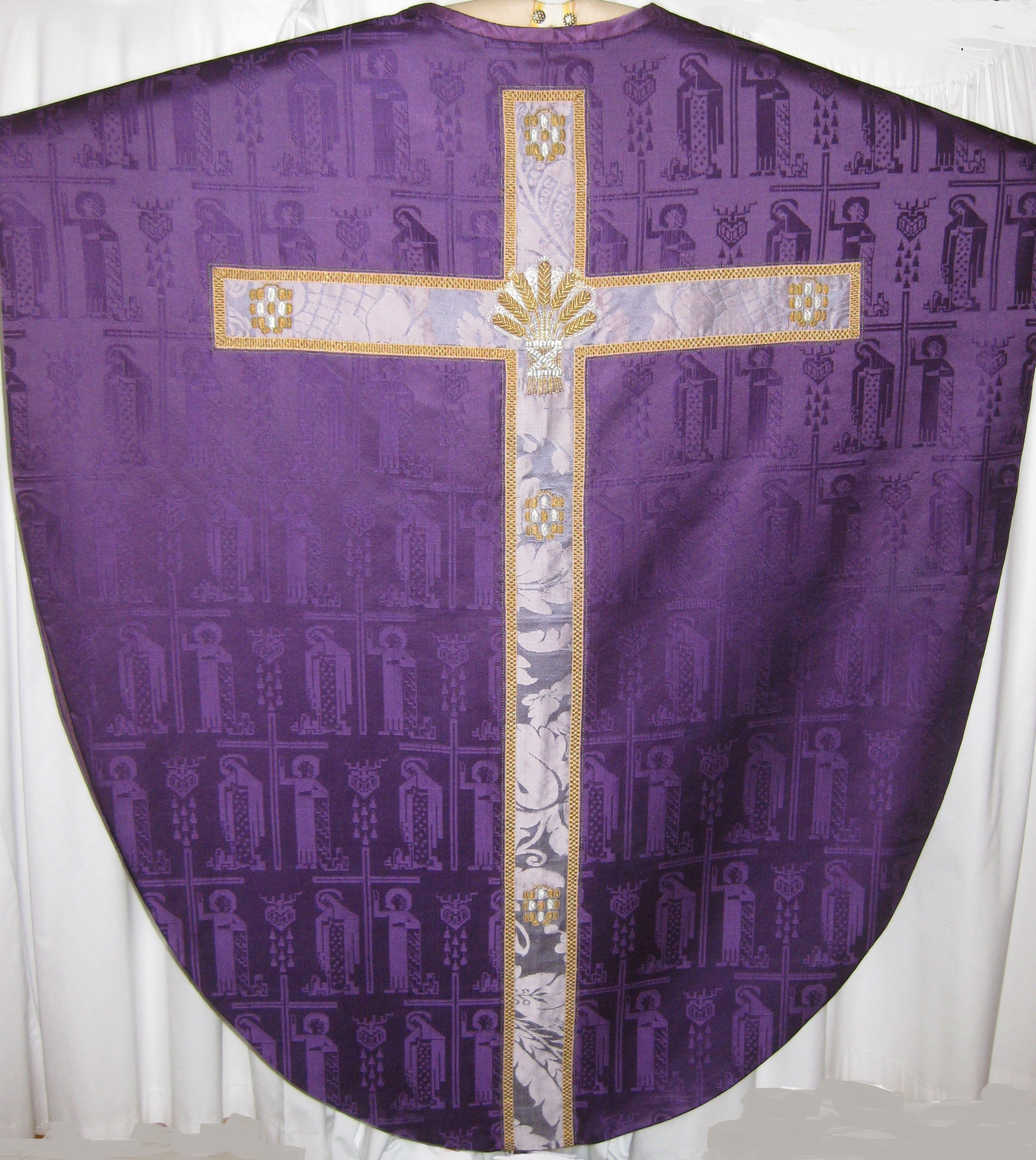
Mässhakef formgiven av Elin Pettersson för Falu Kristine kyrka i sidendamast ritad av Sofia Widén 1951.

Widén anställdes på Licium 1923. Redan tidigt fick Sofia Widén ansvar för viktiga kompositioner och 1930, efter Agnes Brantings död, blev Widén konstnärlig ledare för Licium. Hon förblev konstnärlig ledare fram till 1952. Före 1931 hade hon komponerat över 80 mässhakar och omkring 100 antependier. Hon ledde Ateljé Licium från 1930 till 1952, då hon flyttade till Stora Tuna i Dalarna. Hon var en av 1900-talets mest betydelsefulla textilkonstnärinnor inom det kyrkliga området. I Liciums samlingar finns drygt 800 målade skisser till mässhakar. Där finns också skisser till antependier, korkåpor, kalkdukar, altardukar med mera. Några kyrkliga textilkonstnärinnor på Licium, då Sofia Widén var konstnärlig ledare där, var Elin Pettersson och Ruth Hallberg. Elin Pettersson (1892–1979) anställdes på Licium 1915. Fram till 1930 ritade hon 173 mässhakar och 175 antependier. Hon komponerade sin sista mässhake 1963. Ruth Hallberg (1889–1976) arbetade för Licium 1915–1930. Hon var från 1922 överlärare i textil fackteckning vid Tekniska skolan och från 1945 vid Konstfackskolan. Ruth Hallberg utförde flera avancerade uppdrag för Licium. Under Sofia Widéns ledning tillkom tusentals kyrkliga textilier. Widén ritade också ett tjugotal damastmönster för kyrkligt bruk som vävdes upp i siden i Venedig.

## Egen verkstad 1952–1961
Efter tiden på Licium grundade Sofia Widén 1952 egen verkstad, Sofia Widén Textilier AB, i Stockholm och Hytting utanför Borlänge i Dalarna, där hon samarbetade med textilkonstnären Alice Lund och Folke Heybroek. Widéns samarbetspartner Alice Lund hade redan 1936 startat en egen vävateljé, Alice Lund Textilier. Först startade hon en vävateljé i Domnarvet i Borlänge med textilföretaget Lund & Wahlund i Domnarvet. Från 1950 startade Alice Lund därefter en vävateljé i Hytting tillsammans med Sofia Widén, där Alice Lund var konstnärlig ledare fram till 1971. I Hytting skapade Alice Lund handvävda textilier för offentlig miljö, bland annat i kyrkor, skolor och teatrar, i nära samarbete med arkitekter. Hon gjorde mönster för Borås Jacquardväveri med flera. Sofia Widén gjorde textil utsmyckning till ett tusental kyrkor. Produktionen omfattade även mattor, damastvävar, applikationer, möbeltyger och tygtryck.
Sofia Widén och Alice Lund var mycket olika, men trots detta förblev de både nära vänner och kompanjoner ända till Sofia Widéns död 1961. Därefter tog Alice Lund Textilier över verksamheten och än idag finns hundratals skisser och prover bevarade på ateljén som vittnar om hennes konstnärskap. I sin konstnärliga verksamhet tog hon med sig ett arv från Agnes Branting och hon fick ett stöd av många av de bästa konstnärerna i hennes generation men hade styrka nog att förverkliga och utveckla sina egna intentioner och mot slutet av hennes liv kunde man konstatera att hennes konst stod nära efterföljande generationers konst. En av hennes specialiteter var de praktfulla sidendamaster som hon formgav på 1930-talet och som efter hennes utkast vävdes av Bevilaqvas manufaktur i Venedig. Hennes profana textilkonst blir lätt gömd av hennes lättare dokumenterbara kyrkliga textil, men hon utförde all slags textil från klännings- och damasttyger till möbel-, gardin- och draperityger för en varierande mängd miljöer.

## Kyrklig textilkonst
Sofia Widén är mest erkänd för sin insats för den kyrkliga textilkonsten och hon finns representerad i över tusen svenska kyrkor. Hon introducerade ett nytt sätt att se på kyrklig textil då hon tog in enkla former och vardagliga material, som ull och lin, i kyrkorummet. Men Sofia Widén verkade även inom den profana textilkonsten, där hon bland annat utvecklade en egen typ av applikationskonst- och collagekonst, ofta med utgångspunkt i hennes egenhändigt komponerade tryckta textilier.
Den kyrkliga produktionen har sina rötter i att Sofia Widéns verksamhet flyttade till Hytting, tillsammans med Alice Lund Textilier AB på 1950-talet. Sofia Widén förändrade på många sätt den kyrkliga textilkonsten. På 1960-talet tog Alice Lund Textilier över Sofias Widéns verksamhet och fortsatte tillverkningen av kyrkliga textilier. Än idag värderas denna tradition högt när det gäller konstnärligt utförande och kvalitativt hantverk. Bland annat för Västerås domkyrka där hon 1926 utförde en altarbrun i eldrött handvävt siden med broderier i silke och guld samt en mitra till Linköpings domkyrka 1932, ett antependium för Eda kyrka samt Svärta kyrka och Skultuna kyrka där hon hämtade inspirationen från katedralen i Chartres.
”Sofia Widén är en av våra främsta företrädare för den kyrkliga textilkonsten men också en skicklig artist inom en rad textila områden”, stod det i Svenska Slöjdföreningens tidskrift FORM 1960.

## Utställningar
Widén medverkade i ett stort antal konsthantverksutställningar, bland annat i Triennalen i Milano 1952 och i en utställning i Washington samma år. Separat ställde hon ut på Galerie Moderne i Stockholm 1951 och tillsammans med Edgar Böckman och Sven Arne Gillgren ställde hon ut på Röhsska konstslöjdmuseet 1952 och tillsammans med Gillgren på Värmlands museum samma år, och tillsammans med Alice Lund och Folke Heybroek på Falu konsthall och Gävle museum 1953 samt med samma medutställare på Borås konstmuseum 1955, tillsammans med Ingeborg Lundin och Sigurd Persson ställde hon ut i Sandviken 1959 samt med samma medutställare i Oslo 1959. Ett flertal minnesutställningar arrangerades bland annat på Nationalmuseum, Svensk form, Falu konsthall och 1965 visades hennes arbeten tillsammans med arbeten av Dagmar Lodén och Alice Lund i Borlänge.

## Offentlig utsmyckning
- Sankt Ansgars kyrka, Uppsala en vit korkåpa och en röd, en blå, en grön och en grå mässhake, till Lund och Linköping, samt till utlandet.

## Representerad
- Nationalmuseum[11] i Stockholm och flera museer i utlandet.